# Coming Up (canción)
«Coming Up» es una canción  del músico y compositor británico Paul McCartney y publicada en su álbum McCartney II de 1980. Tal como en las otras canciones de la época, el tema presenta un sonido con mayor aporte de sintetizadores.
John Lennon, quien en ese tiempo regresaba a grabar luego de su retiro, y que durante los años posteriores a la disolución de The Beatles se había manifestado crítico con el material solista de McCartney, afirmó que la canción le había gustado.

## Versión en vivo
Una versión en vivo de "Coming Up" fue grabada en Glasgow (Escocia) durante la gira de Wings por el Reino Unido en diciembre de 1979. Es más rápida y contaba con un sonido más completo; fue incluida como cara B del sencillo junto con "Lunchbox/Odd Sox" en agosto de 1980 y acreditada como "Paul McCartney & Wings". Esta versión -con mucho- fue mejor recibida que la de estudio y alcanzó el primer lugar en listas de Billboard Hot 100 y el número 2 en el UK Singles Chart.
En consecuencia, "Coming Up (Live at Glasgow)" fue la elegida en las siguientes compilaciones de éxitos de McCartney en Estados Unidos: All the Best! (1987) y Wingspan: Hits and History (2001), mientras que la versión en estudio está incluida en algunos lanzamientos internacionales y del Reino Unido.
Otra ocasión donde McCartney la interpretó junto a la banda fue en Concerts for the People of Kampuchea, un evento a beneficio organizado por Paul a fines de 1979.

## Video musical
El video promocional, que fue estrenado mundialmente en el programa de televisión Saturday Night Live el 17 de mayo de 1980, se muestra a una "banda" (identificada en la batería como "The Plastic Macs" —como un guiño a la Plastic Ono Band de Lennon), donde mediante un truco electrónico, McCartney interpreta diez roles y Linda McCartney dos. 
Esta banda incluye a varios estereotipos de músicos de rock y a unos pocos que son reconocibles. En el DVD The McCartney Years de 2007, Paul señaló a algunos de los artistas: Hank Marvin (guitarrista de The Shadows), Ron Mael de Sparks, una parodia vagamente inspirada en John Bonham (baterista de Led Zeppelin) y una versión de él mismo durante los años de la Beatlemania.

## Posición en las listas
| Año  | País           | Lista                  | Posición |
| ---- | -------------- | ---------------------- | -------- |
| 1980 | Reino Unido    | UK Singles Chart       | 2        |
| 1980 | Estados Unidos | Billboard Hot 100      | 1        |
| 1980 | Canadá         | Canada RPM 100 Singles | 1        |